# Ernesto Palacio
Pour les articles homonymes, voir Palacio.
Ernesto Palacio (né le 19 octobre 1946 à Lima) est un ténor péruvien, ayant particulièrement chanté des rôles de Rossini et de Mozart.

## Biographie
Palacio a d'abord étudié la théologie avant de se tourner vers la musique. Il a commencé ses études de chant à Milan, et après avoir remporté le premier prix dans le concours Voci Nuovi Rossiniane organisé par la RAI en 1972, il a fait ses débuts à la radio dans Lindoro de L'italiana in Algeri.
Très vite, il a chanté dans toute l'Italie, y compris à La Scala à Milan et au Teatro San Carlo à Naples. Il est également apparu au Royal Opera House à Londres, au Festival d'Aix-en-Provence , au Grand théâtre du Liceu à Barcelone, etc.
Il a connu une carrière couronnée de succès également dans l'Amérique du Nord et du Sud, apparaissant au Metropolitan Opera à New York, à Houston, Dallas, au Teatro Colón de Buenos Aires et à Caracas.
C'est un des plus beaux tenore di grazia contemporain. Il possède une voix petite mais bien placée, d'une étendue considérable et très agile, qu'il utilise avec une grande musicalité. Il est excellent dans le répertoire de Rossini, Donizetti et Bellini, mais aussi dans Mozart et Cimarosa.
Il peut être entendu sur un certain nombre d'enregistrements, notamment dans L'italiana in Algeri, associé à Marilyn Horne, et Maometto II, associé à June Anderson et Samuel Ramey, les deux œuvres sous la direction de Claudio Scimone.
Dernièrement, il a été actif en tant que professeur de chant et imprésario, notamment de Juan Diego Florez.